# Фундаминка
Фундаминка (бел. Фундамінка) — деревня в Николаевском сельсовете Буда-Кошелёвского района Гомельской области Беларуси.

## География

### Расположение
В 30 км на север от районного центра и железнодорожной станции Буда-Кошелёвская (на линии Жлобин — Гомель), 78 км от Гомеля.

### Гидрография
Река Дулепа (приток река Чечёра).

## Транспортная сеть
Транспортные связи по просёлочной дороге, затем по шоссе Довск — Гомель. Планировка состоит из прямолинейной улицы, ориентированной с юго-востока на северо-запад, соединенной переулком с короткой широтной улицей, размещённой на юг от главной. Застройка двусторонняя, деревянными домами усадебного типа.

## История
Упоминается в 1756 году как деревня в Заднепровском войтовстве Рогачёвского староства. В XIX веке деревня в Меркуловичской волости Рогачёвского уезда Могилёвской губернии. По ревизии 1858 года владение помещика Александра Войнич-Сяноженцкого. Сяноженцкий владел здесь в 1865 году 1212 десятинами земли, 2 ветряными мельницами и трактиром. По переписи 1897 года находились: хлебозапасный магазин, церковно-приходская школа, трактир. В 1909 году 1222 десятин земли, школа (в 1907 году 56 учеников), винная лавка, мельница.
В 1929 году организованы колхозы «Беларусь» и имени К. Я. Ворошилова, работали 4 ветряные мельницы, 2 кузницы, конная круподробилка. Во время Великой Отечественной войны в боях за освобождение деревни в 1943 году погибли 8 советских солдат (похоронены в братской могиле на кладбище). На фронтах погибли 125 жителей деревни. В начале 1960-х годов деревни Фундаминка и Новая Фундаминка объединились. В составе совхоза «Путь Ильича» (центр — деревня Николаевка). Размещён фельдшерско-акушерский пункт.
В 1928 году к деревне присоединён посёлок Азетовка, в 1930 году посёлок Михеев, в 1969 году посёлок Зелёный Кряж.

## Население
- 1858 год — 41 двор, 352 жителя.
- 1897 год — 111 дворов 764 жителя; фольварк — 4 двора, 25 жителей (согласно переписи).
- 1909 год — 125 дворов.
- 1925 год — 120 дворов; хутор — 27 дворов.
- 1959 год — 556 жителей; в деревне Новая Фундаминка — 224 жителя (согласно переписи).
- 2004 год — 85 хозяйств, 170 жителей.
- 2019 год — 28 хозяйств, 35 жителей[3].

## Достопримечательность
- Воинское захоронение погибшим в период Великой Отечественной войны